# 전동 스쿠터

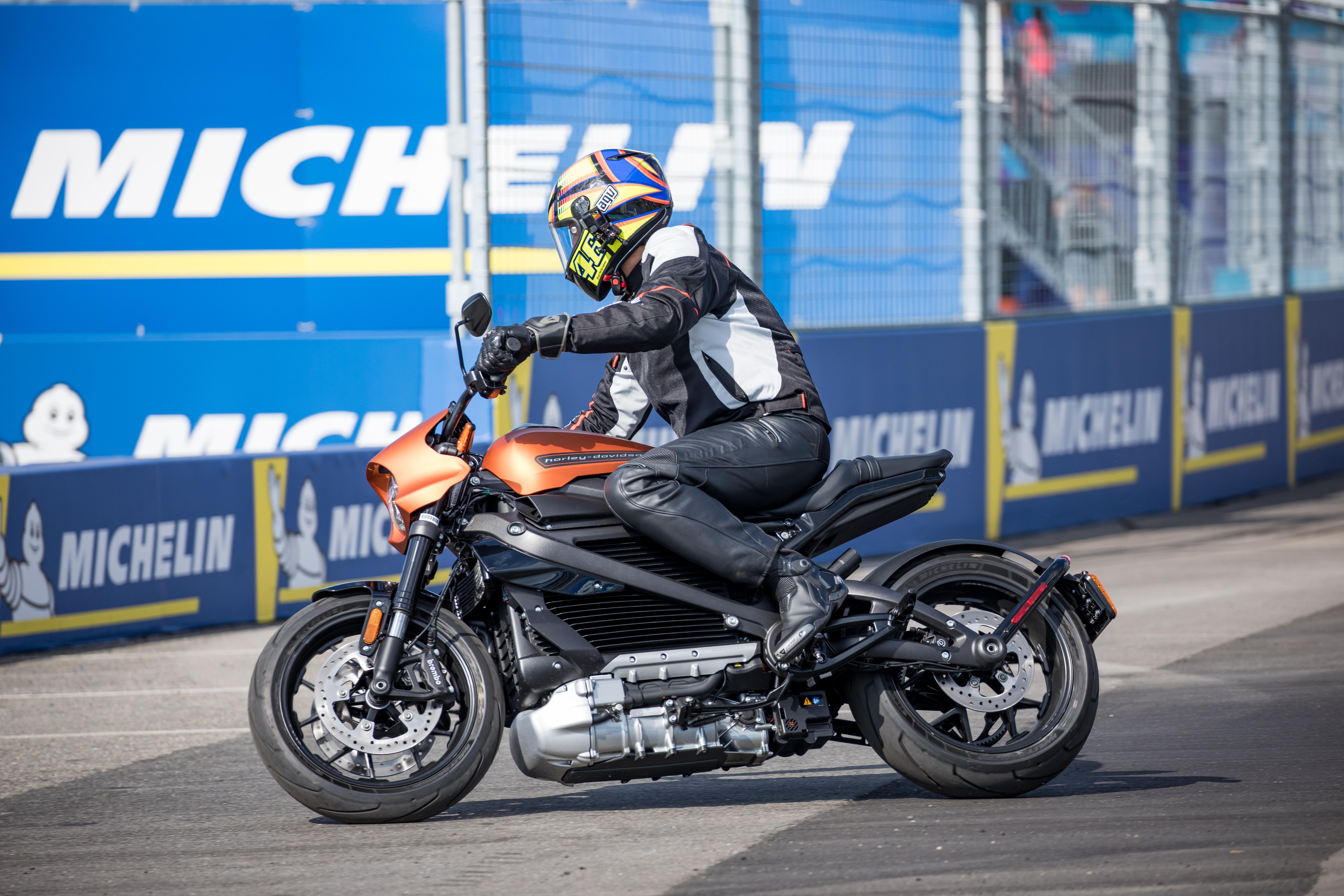
할리데이비슨 라이브와이어

전동 스쿠터, 전동 모터사이클, 전동 오토바이는 2개 또는 3개의 바퀴가 달린 플러그인 전기 차량이다. 전원은 하나 이상의 전기 모터를 구동하는 충전식 배터리에서 공급된다. 전기 자전거와 전동 킥보드와는 다르다.